# Herbert Annesley Packer
Herbert Annesley (Bertie) Packer (Cressage (Shropshire), 9 oktober 1894 -
Kaapstad, 23 september 1962) was een officier in de Britse Koninklijke Marine. Hij werd in de Eerste Wereldoorlog en in de Tweede Wereldoorlog gedecoreerd voor moed, beide malen aan boord van het slagschip H.M.S.Warspite. De eerste maal als jong onderluitenant en de tweede maal als kapitein.
Herbert Packer eindigde de Tweede Wereldoorlog als admiraal, werd geridderd in de Orde van het Bad en was als "Lord Commissioner of the Admiralty" een van de bestuurders van het Britse Ministerie van Marine.

## Militaire loopbaan
- Naval Cadet: 1907
- Midshipman: 15 mei 1912[1]
- Waarnemend Sub-Lieutenant: 15 september 1914[1]
- Sub-Lieutenant: 15 maart 1915[1]
- Waarnemend Lieutenant: 30 juni 1916[1]
- Lieutenant: 15 december 1916[2][3][1]
- Lieutenant-Commander: 15 december 1923[3][1]
- Commander: 30 juni 1929[2][3][1]
- Captain: 31 december 1935[2][3][1]
- Rear Admiral: 2 januari 1945[3][1]
- Vice Admiral: 2 september 1948[3][1]
- Admiral: 15 maart 1952 (pensioen 18 maart 1953)[3][1]

## Decoraties
- Ridder Commandeur in de Orde van het Bad op 8 juni 1950[1]
- Lid in de Orde van het Bad op 4 september 1945[1]
- Commandeur in de Orde van het Britse Rijk op 23 januari 1945[1]
- Officier in het Legioen van Verdienste op 11 december 1945
- Croix de guerre met Palm in 1947
- Commandeur in het Legioen van Eer in 1947
- Dagorder op 18 januari 1944[1]